# Li Hongzhang
Li Hongzhang (chinês:李鸿章 ) (15 de fevereiro de 1823-7 de novembro de 1901) foi um estadista chinês responsável pela supressão da Rebelião Taiping e um dos incentivadores da modernização chinesa.

## História
Li Honghzang nasceu em Hefei e foi o principal diplomata da China durante as quatro últimas décadas do Século XIX.
Em 1862, foi enviado para administrar a rica Província de Jiangsu e encontrou as principais cidades sitiadas pela Rebelião Taiping, mas protegidas por exércitos chefiados por militares ocidentais como o britânico Charles Gordon.
A partir da derrota de Rebelião Taiping, em 1864, Li passa por uma série de promoções, e passa a ser efetivamente o Ministro de relações exteriores da China.

Era um mandarim, adepto do confucionismo, que, conforme os costumes da época, usava mantos esvoaçantes e um chapéu oblongo, costumava exibir condecorações como a "Pluma de Pavão com Dois Olhos" e a "Jaqueta Amarela", além de utilizar a cabeça raspada como uma trança, como os demais funcionários da Dinastia Qing. Costuma se expressar por meio epigramas, portava-se com serenidade e distanciamento, de acordo com a doutrina confucionista que recomendava o autocontrole como ferramenta para o exercício da diplomacia. Acreditava na superioridade dos valores morais chineses e na justiça das prerrogativas imperiais tradicionais, apesar de compreender que o país carecia, naquele momento, de uma maior poderio militar, e, para isso defendia reformas:
| “ | A presente situação é uma em que, externamente, faz-se necessário que nos mostremos em harmonia com os bárbaros e, internamente, faz-se necessário que reformemos nossas instituições. Se permanecermos conservadores, sem efetuar qualquer mudança, a nação será reduzida e enfraquecida dia após dia. [...] Atualmente todos os países estrangeiros passam por uma reforma atrás da outra e progridem todo dia como o vapor que se eleva. Apenas a China continua a preservar suas instituições tradicionais tão cautelosamente que, ainda que ela seja arruinada e extinta, os conservadores não irão lamentar o fato. | ” |

Assim como o Príncipe Gong, defendeu a abertura de escolas na China para o ensino da engenharia e de línguas estrangeiras, mas sofreu forte oposição de tradicionalistas como Wo-ren. Foi despojado de seu cargo por três vezes, mas acabou sendo reconduzido, pois seus adversários não conseguiam encontrar um substituto que tivesse as qualidade de Li para, na ausência de um poderio militar, limitar os prejuízos à soberania do país.
Após a morte do Imperador Tongzhi em 1875, Li já como Vice-Rei de Zhili deu um golpe de estado colocando o Imperador Guangxu no trono. Durante o seu governo como vice-rei incentivou o fortalecimento do Exército de Beiyang e da Frota de Beiyang tornando-os os mais poderosos da China, ele reformou a educação militar contratando instrutores militares alemães para treinarem o exército de Beiyang e comprou modernos navios de guerra alemães e britânicos. Entretanto, a derrota do exército e da marinha durante a Primeira Guerra Sino-Japonesa abalaram o seu prestígio e ele se tornou alvo de críticas e foi responsabilizado pela derrota.
Em 1901, pouco antes de morrer, aos 78 anos, Li enviou um relatório à Imperatriz Cixi no qual declarou:
| “ | Desnecessário se faz afirmar quão grande seria meu júbilo se fosse possível à China ingressar em uma guerra gloriosa e triunfante; seria a alegria de meus derradeiros dias ver as nações bárbaras subjugadas finalmente e se sujeitando à obediência, respeitosamente prestando homenagem ao Trono do Dragão. Infelizmente, contudo, não posso fazer outra coisa a não ser admitir o fato melancólico de que a China não está a altura de tal empreitada, e que nossas forças não são de modo algum aptas a levá-la a cabo. Olhando para a questão como algo que afeta principalmente a integridade de nosso Império, quem seria tolo a ponto de lançar projéteis contra um rato na proximidade de uma inestimável pela de porcelana. | ” |